# Karl August von Reisach
Il conte Karl August von Reisach (Roth, 6 luglio 1800 – Contamine-sur-Arve, 22 dicembre 1869) è stato un cardinale e arcivescovo cattolico tedesco.

## Biografia
Papa Pio IX lo elevò al rango di cardinale nel concistoro del 17 dicembre 1855.

## Genealogia episcopale e successione apostolica
La genealogia episcopale è:
- Cardinale Scipione Rebiba
- Cardinale Giulio Antonio Santori
- Cardinale Girolamo Bernerio, O.P.
- Arcivescovo Galeazzo Sanvitale
- Cardinale Ludovico Ludovisi
- Cardinale Luigi Caetani
- Cardinale Ulderico Carpegna
- Cardinale Paluzzo Paluzzi Altieri degli Albertoni
- Papa Benedetto XIII
- Papa Benedetto XIV
- Papa Clemente XIII
- Cardinale Giovanni Carlo Boschi
- Cardinale Bartolomeo Pacca
- Papa Gregorio XVI
- Cardinale Karl August Graf von Reisach

La successione apostolica è:
- Vescovo Georg von Oettl (1847)
- Arcivescovo Michael von Deinlein (1853)
- Vescovo Giacinto Luzi (1859)
- Arcivescovo Spiridione Maddalena (1860)
- Vescovo Jakob Laurentz Studach (1862)
- Vescovo Antoni Junosza Gałecki (1862)
- Cardinale Victor-Auguste-Isidore Dechamps, C.SS.R. (1865)
- Vescovo William George McCloskey (1868)
- Arcivescovo Stefano Stefanopoli (1868)
- Arcivescovo Charles Petre Eyre (1869)